# Ludwig Vogel

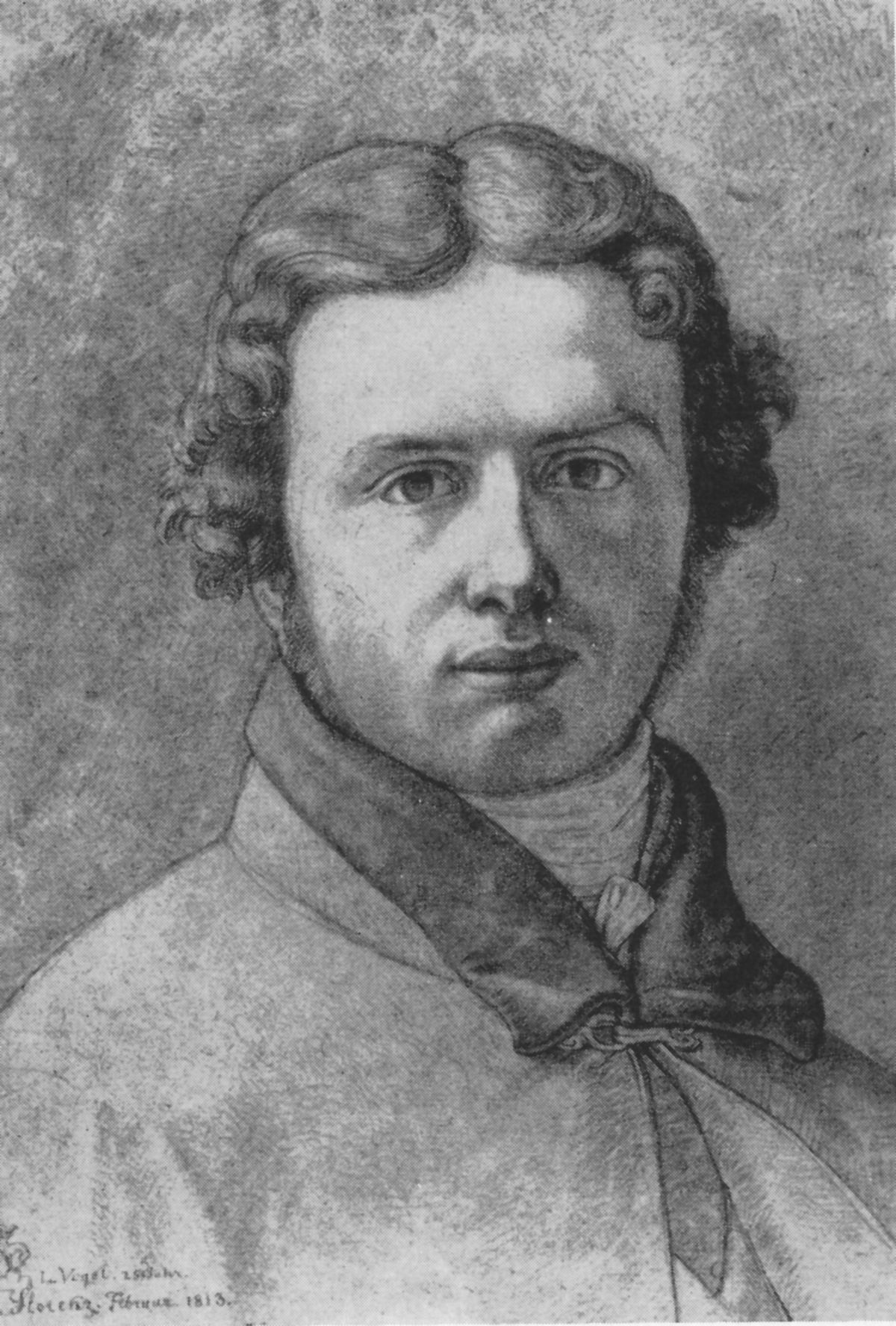
Ludwig Vogel, självporträtt från 1813.

Georg Ludwig Vogel, född den 10 juli 1788 i Zürich, död där den 21 augusti 1879, var en schweizisk målare.
Vogel studerade vid akademien i Wien, därefter för Füssli och Gessner och följde 1810 Overbeck till Rom, där han påverkades av Koch, Cornelius och Thorvaldsen. Hans framställning av Schweizarnas hemkomst efter slaget vid Morgarten gjorde genom poetisk uppfattning av det nationella ämnet starkt intryck på samtiden (raderad av honom själv 1851). Han återvände hem 1813, ägnade sig åt studiet av fosterlandets historia och folkseder och målade historiska ämnen (Zwinglis avsked från sin familj före slaget vid Kappel, Wilhelm Tell efter skottet och Winkelrieds död) samt även landskap.